# Francesco Hayez
Francesco Hayez (Velence, 1791. február 10. — Milánó, 1881. február 10.) olasz festő. A klasszicista és a romantikus irányvonalat képviselte. Hatással volt rá Ingres művészete.

## Élete, munkássága

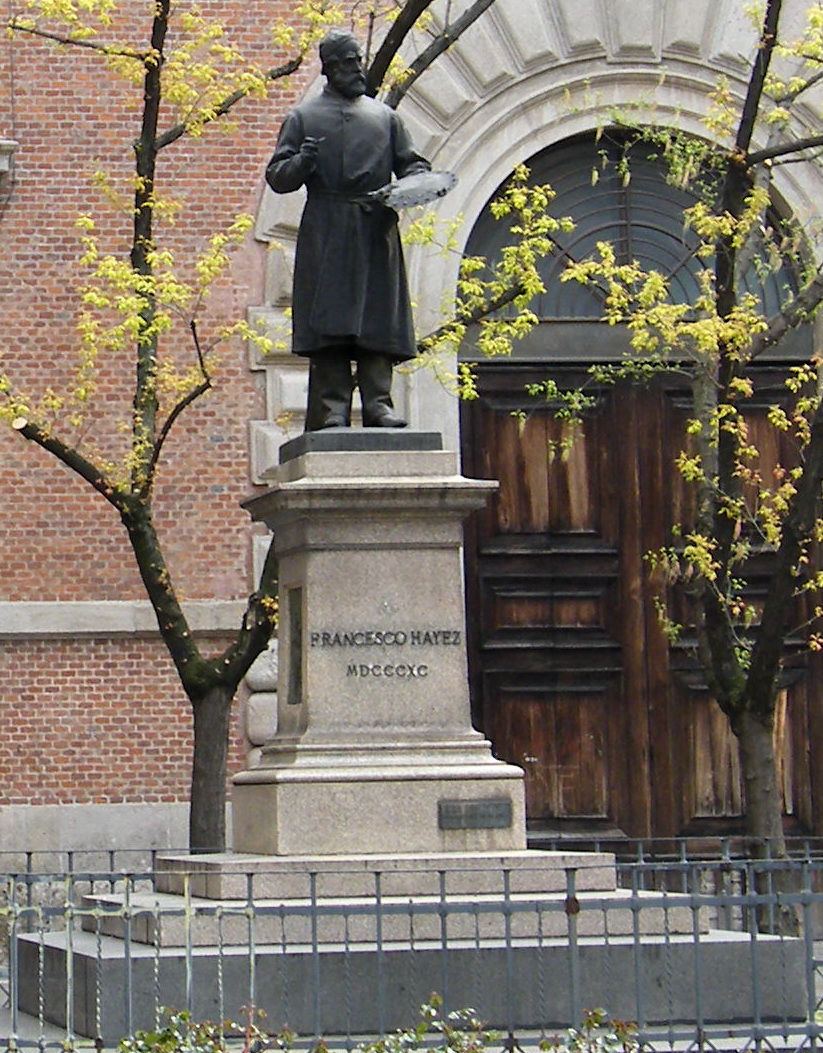
Barzaghi: Hayez emlékműve Milánóban (1890)

Szerény anyagi körülmények közt élő család ötödik gyermekeként született. Korán megmutatkozott tehetsége a rajzolás terén, ezért nagybátyja beadta egy restaurátor műhelyébe inasnak. 1803-ban felvételt nyert a velencei Új Képzőművészeti Főiskola festő osztályába, ott három évig tanult. 1809-ben feltűnt egy festőversenyen, amelynek révén Rómába mehetett tanulni az Accademia di San Lucába. Rómában Antonio Canova volt a mestere.
1814-ben Nápolyba költözött, ahol Joachim Murat nápolyi királytól kapott megbízásokat. 1822-től élete végéig Milánóban élt és alkotott. Tanított az Accademia Brerában, ebben Luigi Sabatelli festő és rézmetsző támogatta, aki már 1808-tól ott tanított. 1850-től, Sabatelli halála után Hayez lett a brerai Accademia igazgatója. Hayez az 1830-as évek közepén a milánói volt királyi palotában az osztrák császárt dicsőítő freskókat festett. Sokoldalú egyéniség volt, művelte a portréfestést, ezen belül kitűnt a nőábrázolásban, irodalmi szereplők megjelenítésében, történelmi, bibliai, mitológiai alakokat és jeleneteket vitt vászonra és életképeket festett.
Hayez is azon festők közé tartozik, kiknek műveit a késő utókornak kellett pontosan beazonosítani, mivel a dátum és az aláírás gyakran lemaradt festményeiről.

## Emlékezete
Nagy tisztelet övezte festőművészetét. A milánóiak monumentális emlékművet emeltek neki, amit a szintén köztiszteletben álló milánói Francesco Barzaghi szobrászművész mintázott.

## Művei (válogatás)
- Arisztotelész (1811)
- Ulysses (1813-15)
- Laokoon (1812)
- Carmagnola grófnak kihirdetik halálos ítéletét (1820)
- Bianca Capello menekülése
- Rómeó és Júlia utolsó csókja (1823)
- Mária Magdolna (1825)
- I. Ferdinánd osztrák császár portréja (1840)
- Szicíliai vecsernye (1846)
- Velencei nő (1853)
- Sziciliai vecsernye (1856)
- A csók (1859)
- A jeruzsálemi templom megsemmisítése (1867)
- Gioachino Rossini arcképe (1870)
- Önarckép (1860 és 1879)
- Egy váza virág a hárem ablakában (1881)

## Galéria

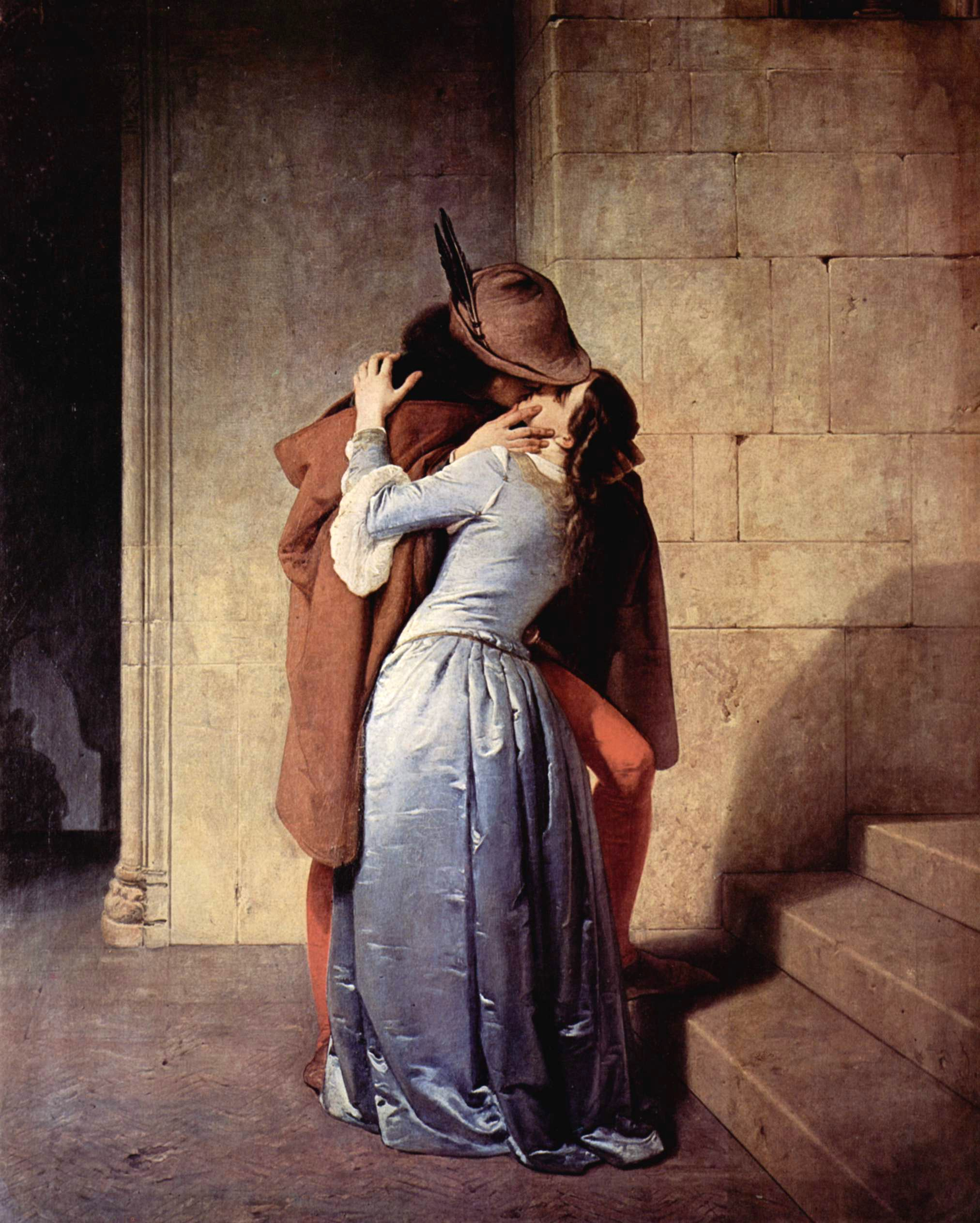
A csók (1859)
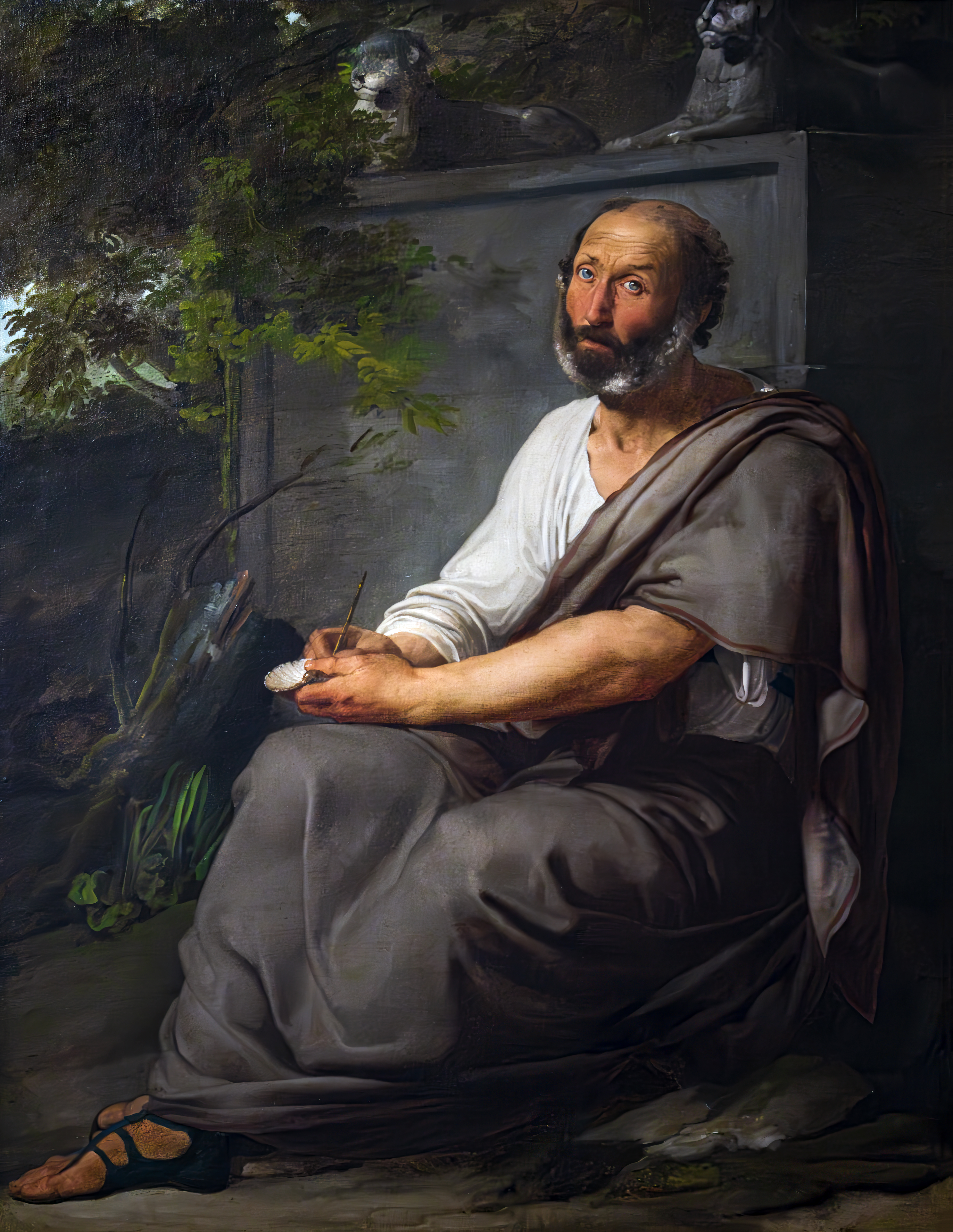
Arisztotelész (1811)
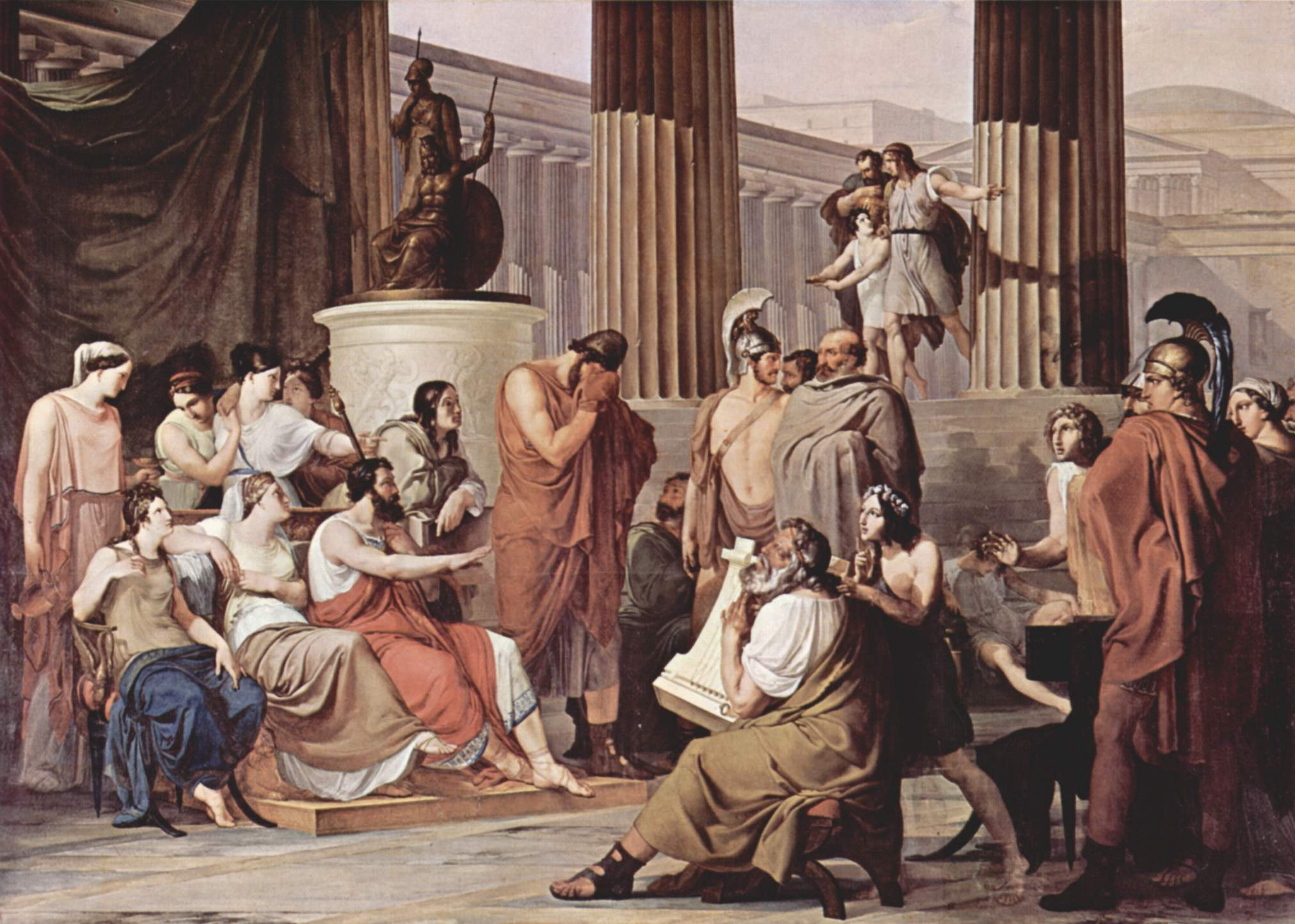
Ulysses (1813-15)
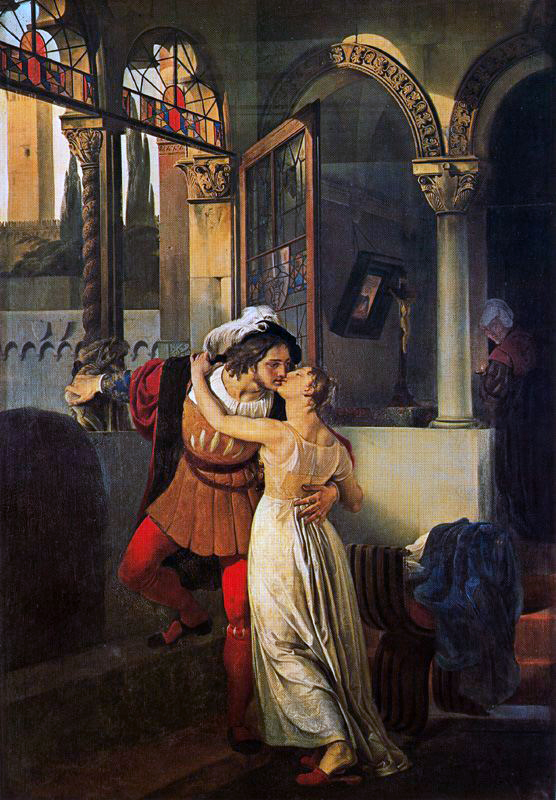
Rómeó és Júlia utolsó csókja (1823)
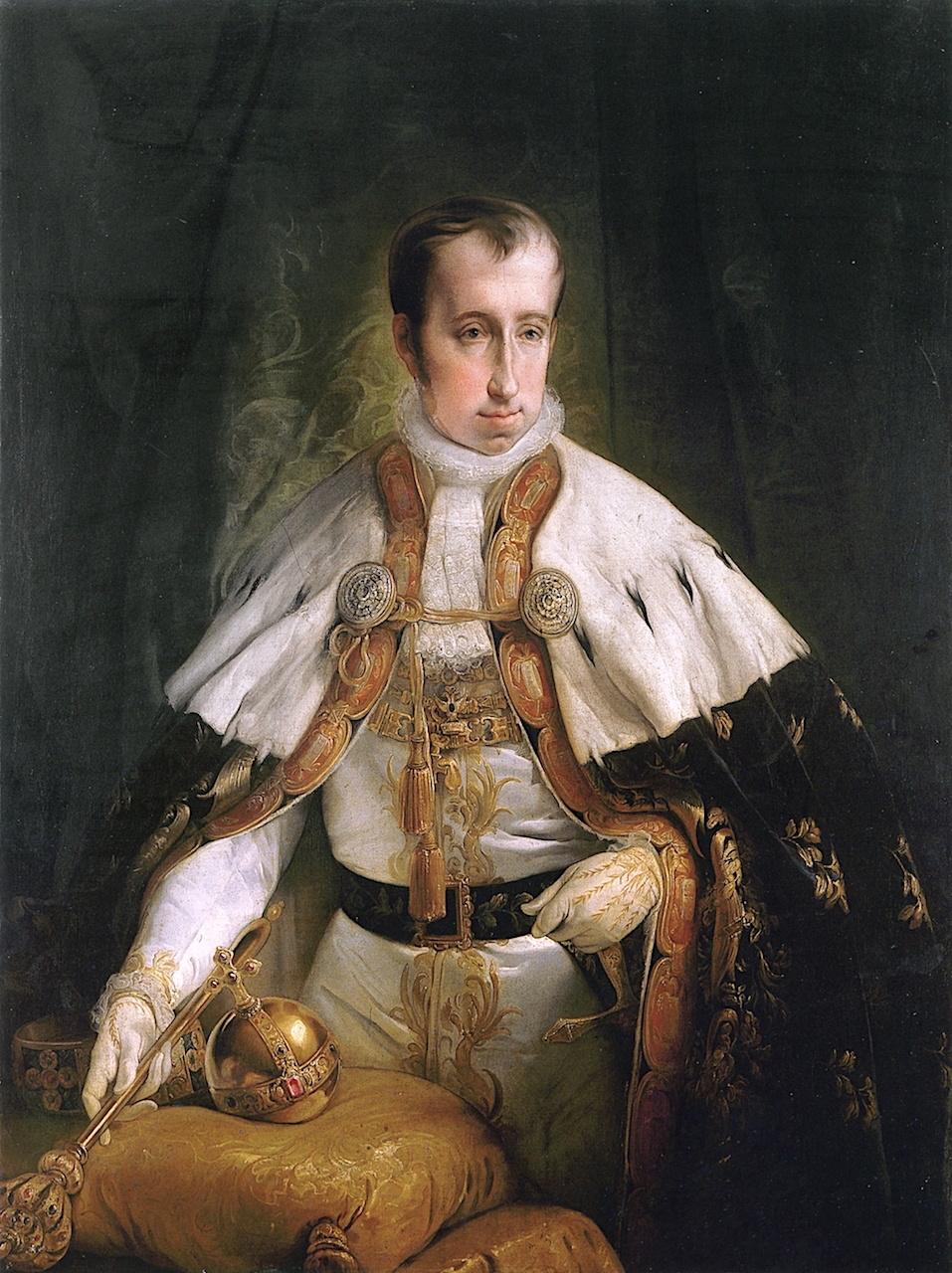
I. Ferdinánd osztrák császár portréja (1840)
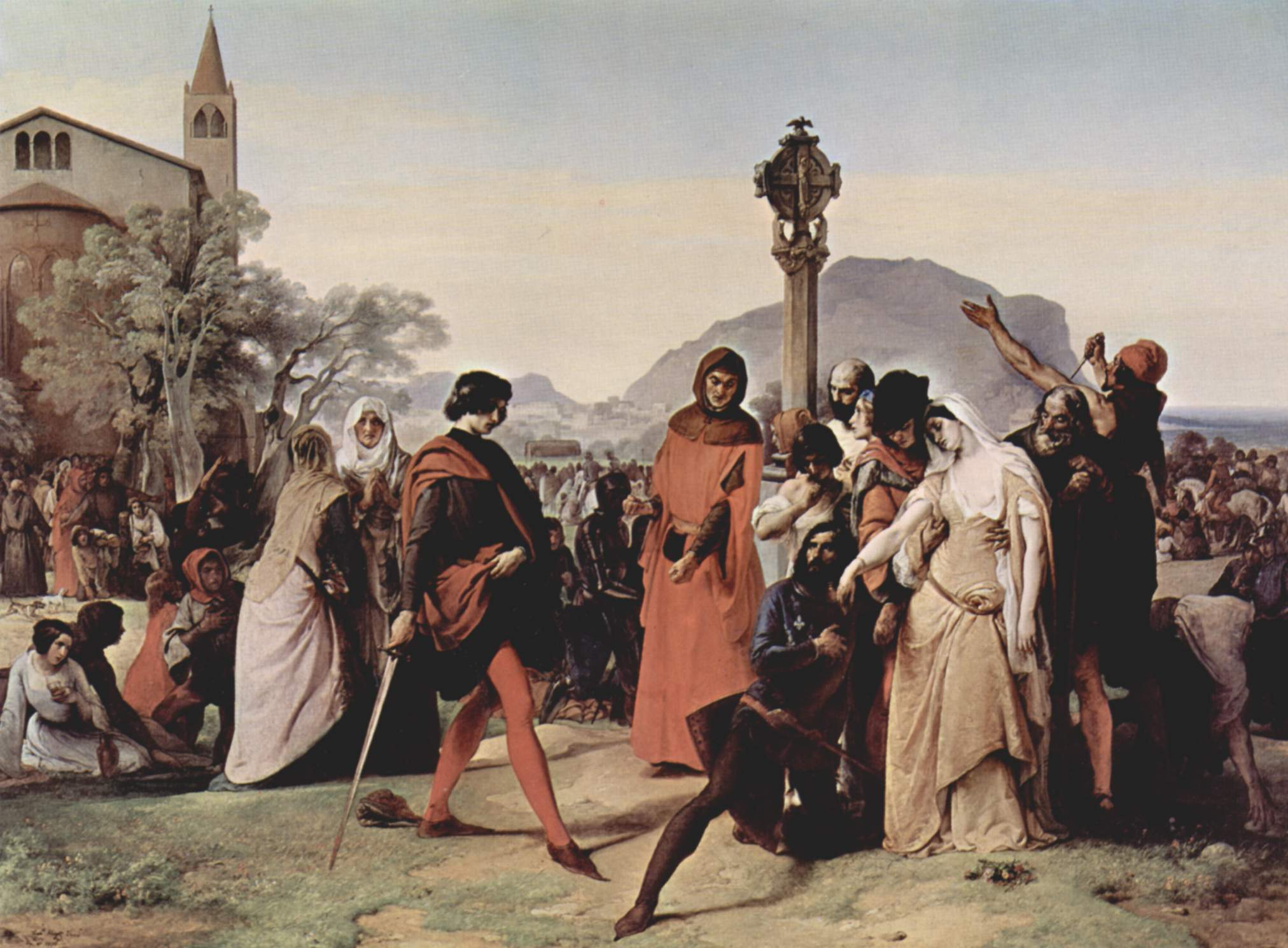
Szicíliai vecsernye (1846)
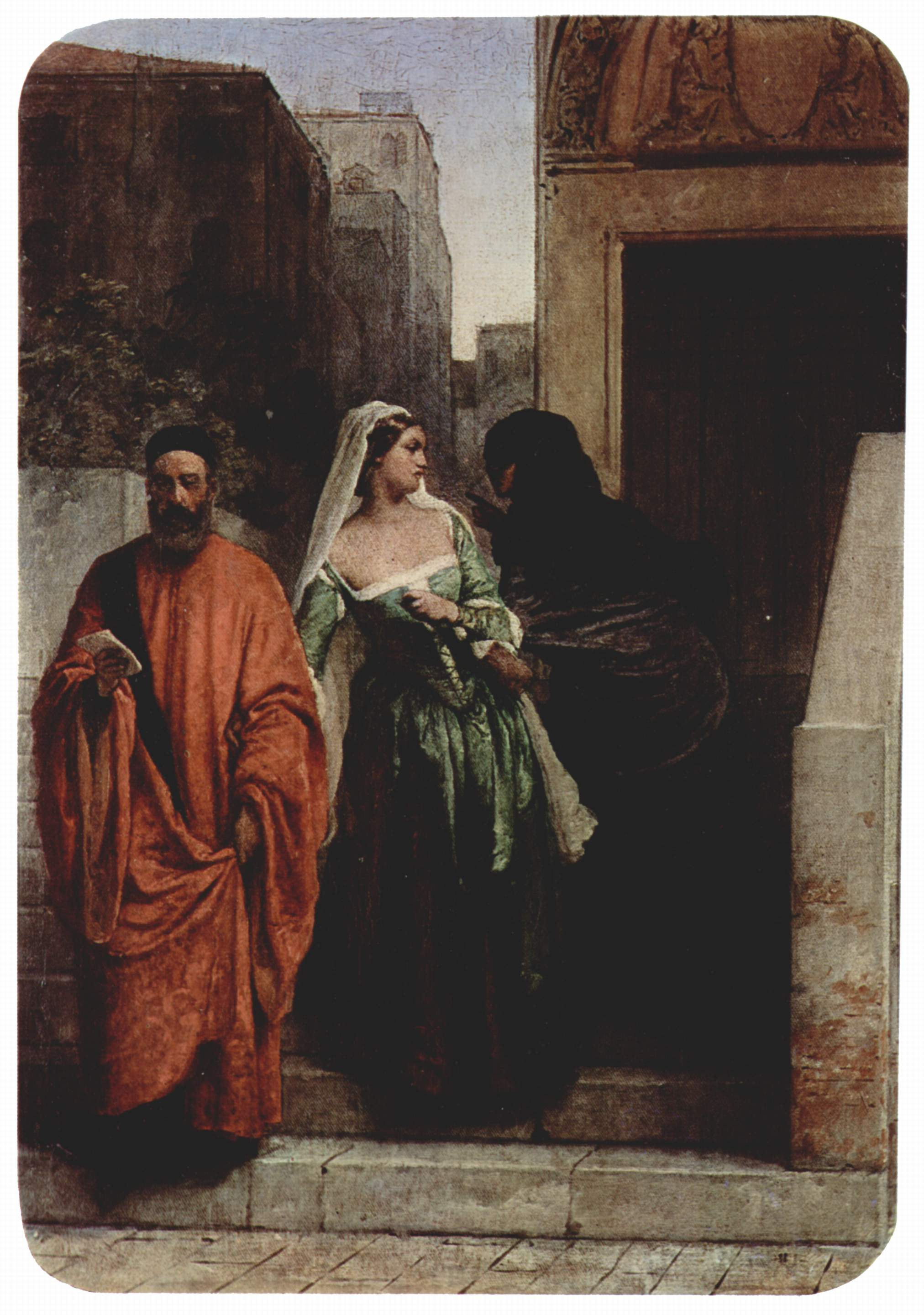
Velencei nő (1853)
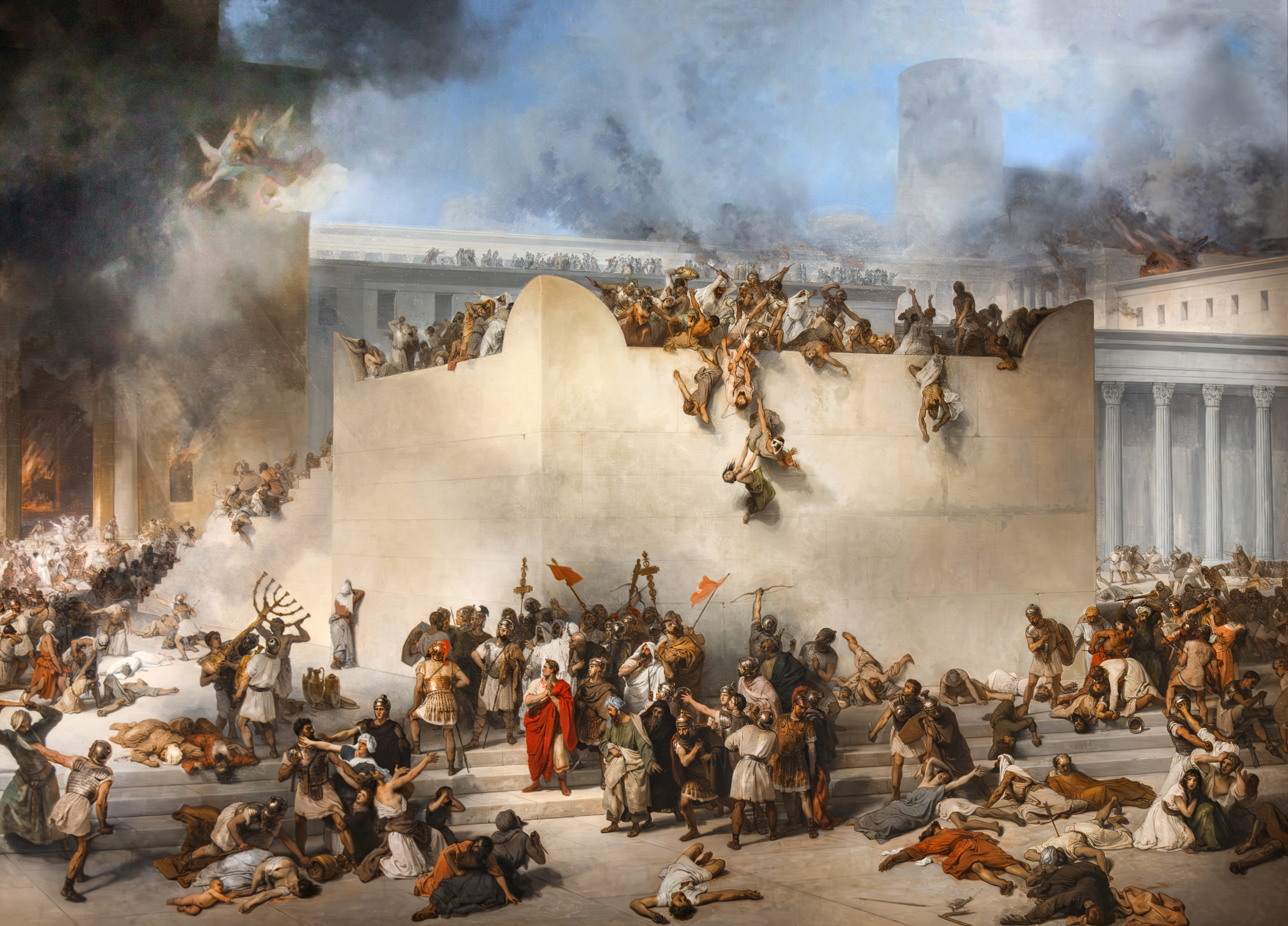
A jeruzsálemi templom megsemmisítése (1867)
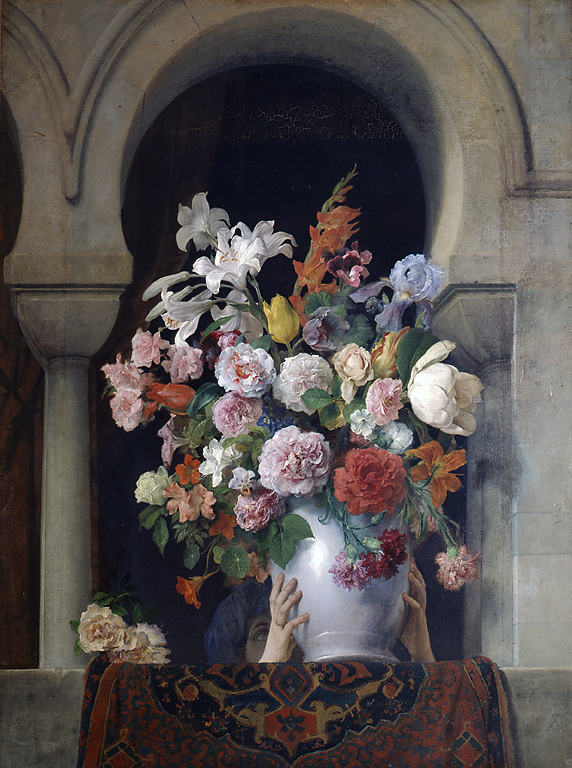
Egy váza virág a hárem ablakában (1881)